# Dohnányi család
A Dohnányi család több generáció óta ismert nemesi család, amely a tudomány, a művészet és a politika prominens képviselőit adja Európának.

## Története
A protestáns magyar Dohnányi család 1653-ban a török háborúkban szerzett érdemeiért kapott nemességet. A legenda szerint Dohnányi György és fia egy ostromlott várost láttak el élelemmel, hogy az ellenállhasson a török támadásnak. Az 1697. szeptember 12-i keltezésű dokumentum a Hamburgi Állami Levéltárban található. Az akkoriban kapott családi címerben egy pelikán látható, amely a melléből kifolyó vérrel táplálja fiókáit.
Első ismert tagja az 1631-ben említett Dohnányi György volt. A családi hagyomány szerint a magyar Dohnányiak a zu Dohna grófok cseh nemzetségébe tartozó bevándorló származásúak, de más a címerük (két keresztbe tett szarvaslándzsa helyett ugró szarvasbikával). Nem tisztázott, hogy milyen kapcsolatuk volt az (egykor magyar, többségében szlovákok és románok lakta) Do(h)nány faluval (ma Dohňany, Szlovákia).
A család a 20. század óta – az Albrechthez, Gmelinhez, Harnackhoz, Mannhoz, Sieboldhoz, Trendelenburghoz vagy Weizsäckerhez hasonlóan – a német művelt középosztály legismertebb névrokonai közé tartozik.

## Családtagok
- Dohnányi Frigyes (1843–1909), magyar matematikaprofesszor, amatőr csellóművész
  - Ernst von Dohnányi (1877–1960) magyar zongoraművész és zeneszerző
  - 1919 és 1949 között feleségül vette Elsa Marguérite Galafrés német színésznőt
    - Margarete (Grete) von Dohnanyi (1903–1992), felesége Karl-Friedrich Bonhoeffer (1899–1957), vegyész
    - Hans von Dohnanyi (1902–1945), német ügyvéd és ellenállási harcos, felesége Christine Bonhoeffer (1903–1965), Dietrich Bonhoeffer (1906–1945) teológus és ellenálló, Klaus Bonhoeffer (1901–1945) ügyvéd és ellenálló, valamint Karl-Friedrich Bonhoeffer (1899–1957) vegyész nővére.
      - Bärbel von Dohnanyi (1926–2016)
      - Klaus von Dohnanyi (sz. 1928), német politikus (SPD, Hamburg polgármestere)
        - Johannes von Dohnanyi (sz. 1952), német újságíró és író

      - Christoph von Dohnányi (sz. 1929), német karmester és művészeti vezető
        - Justus von Dohnányi (sz. 1960) német színész, rendező

- Oliver von Dohnányi (sz. 1955) magyar születésű cseh-szlovák-német zeneszerző, karmester

## Fordítás
- Ez a szócikk részben vagy egészben  a   Dohnányi (Adelsgeschlecht) című német Wikipédia-szócikk ezen változatának fordításán alapul.  Az eredeti cikk szerkesztőit annak laptörténete sorolja fel. Ez a jelzés csupán a megfogalmazás eredetét és a szerzői jogokat jelzi, nem szolgál a cikkben szereplő információk forrásmegjelöléseként.